# 1568 az irodalomban
Az 1568. év az irodalomban.

## Új művek
- Zsámboky János Bázelben megjelenteti Antonio Bonfini Rerum Ungaricarum Decades (A magyarok történetének tizedei) című nagy történeti művét. Ehhez csatolva közreadja Oláh Miklós Hungaria et Athila című munkáját is.

## Születések
- február 11. – Honoré d’Urfé francia író, a L’Astrée című pásztorregény szerzője († 1625)
- szeptember 5. – Tommaso Campanella olasz költő, filozófus († 1639)
- szeptember 24. — Wathay Ferenc végvári vitéz, a török fogságban írt, saját rajzaival illusztrált verseskötet szerzője († 1609 után)
- november 20. – Bernardo de Balbuena latin-amerikai költő († 1627)

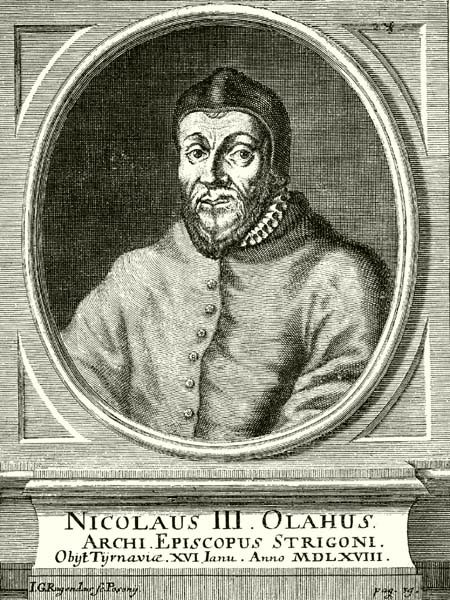
Oláh Miklós

## Halálozások
- január 15. – Oláh Miklós humanista, történész, esztergomi érsek; nevéhez fűződik többek között az ELTE Egyetemi Könyvtár elődjének, a nagyszombati jezsuita kollégium bibliotékájának 1561-es alapítása[1] (* 1493)
- július 6. . – Johannes Oporinus svájci humanista, filológus, tipográfus, többek között a Korán első latin nyelvű fordításának kiadója (* 1507)